# Поска
Поска е древноримска безалкохолна напитка, приготвена чрез смесване на винен оцет и вода,  напитка на войници, низшите класи и роби. 

## Употреба
Широкото използване на поска се потвърждава от многобройни споменавания от древни източници, вариращи от естествените истории на Плиний Стари до комедиите на Плавт . Когато са на кампания, генералите и императорите могат да покажат своята солидарност с обикновените войници, като пият поска, както и Катон Старши (както е записано от Плутарх ) и император Адриан, който според Historia Augusta „всъщност е водил войнишки живот... и след това примерът на Сципион Емилиан, Метел и собствения му осиновител Траян, весело ядяха навън такива лагерни ястия като бекон, сирене и оцет." Указ от 360 г. сл. Хр. заповядва по-ниските чинове на армията да пият поска и вино в редуващи се дни. 
Джироламо Кардано, в своя Encomium Neronis от 1562 г., приписва превъзходството на римските армии само на три фактора: голямото количество налози, тяхната здравина и способност да носят големи тежести поради обучение и добри храни като осолено свинско месо, сирене, и използването на поска като напитка. 

## Етимология и история
Думата posca произлиза или от латинското potor („да пия“), или от гръцкото epoxos („много остър“).  Тъй като в гръцкия липсва дума за posca, източници, написани на гръцки, като Плутарх и Евангелията, използват думата οξος ( oxos, „оцет“) на нейно място (преведена като ацетум в Библията на Вулгата ). Думата в крайна сметка мигрира на гръцки от около шести век след Христа нататък, когато византийската армия продължи римската традиция, пиейки това, което те наричаха phouska . Тази дума (понякога превеждана phoukas ) може в някои контексти да означава бира.
Това, което означава първоначално на латински posca, е оцет и вода, обичайната напитка на класическата римска армия в лоши дни. Така Аеций дава и Павел от Егина повтаря рецепта за „вкусна и слабителна фуска “, която включва кимион, семена от копър, семена от целина, анасон и сол, които да се добавят към основната течност, което е изрично наречен оксикратон "оцет, разреден с вода". 